# Lawrence Yates Sherman
Lawrence Yates Sherman, né le 8 novembre 1858 et mort le 15 septembre 1939, est un homme politique américain, membre du Parti républicain et notamment sénateur de l'Illinois au Congrès des États-Unis de 1913 à 1921.
Membre de la Chambre des représentants de l'Illinois de 1897 à 1905, il en est le président entre 1899 et 1903. Il est par ailleurs élu par la suite 28e lieutenant-gouverneur de l'Illinois, en poste de 1905 à 1909 sous le gouverneur Charles Deneen.